# Municipio de Surprise Valley
El municipio de Surprise Valley (en inglés: Surprise Valley Township) es un municipio ubicado en el condado de Mellette en el estado estadounidense de Dakota del Sur. En el año 2010 tenía una población de 25 habitantes y una densidad poblacional de 0,28 personas por km².

## Geografía
El municipio de Surprise Valley se encuentra ubicado en las coordenadas 43°26′15″N 11°00′00″O / 43.43750, -11.00000. Según la Oficina del Censo de los Estados Unidos, el municipio tiene una superficie total de 87.92 km², de la cual 87,31 km² corresponden a tierra firme y (0,7 %) 0,61 km² es agua.

## Demografía
Según el censo de 2010, había 25 personas residiendo en el municipio de Surprise Valley. La densidad de población era de 0,28 hab./km². De los 25 habitantes, el municipio de Surprise Valley estaba compuesto por el 96 % blancos, el 4 % eran amerindios. Del total de la población el 12 % eran hispanos o latinos de cualquier raza.